# Fotokatalytische waterstofproductie

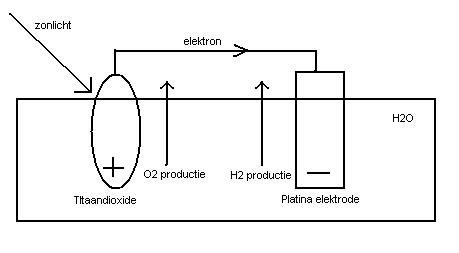
Een versimpelde weergave van de fotokatalytische waterstofproductie met titaandioxide en platina elektrode.

Fotokatalytische waterstofproductie is het produceren van waterstof waarbij alle hiertoe benodigde energie direct uit (zon)licht wordt verkregen. Technologie die hiertoe dient heeft potentie om een goedkope, milieuvriendelijke op zonne-energie gebaseerde waterstofproductie mogelijk te maken. Deze nieuwe technologie benut het zonlicht direct voor de productie van waterstofgas. Het kan een belangrijke stap zijn voor de transitie naar een waterstofeconomie.

## Het principe
De waterstofproductie is gebaseerd op het principe van het toestel van Hoffman welke gebruikmaakt van de elektrolysereactie van water tot waterstofgas en zuurstofgas. Hieronder is de totaalreactie weergegeven.
{\displaystyle {\rm {2H_{2}O\ \longrightarrow 2H_{2}+O_{2}}}}
De halfreacties aan de anode en kathode zijn respectievelijk:
{\displaystyle {\rm {2H_{2}O\rightarrow O_{2}+4H^{+}+4e^{-}\,}}}
{\displaystyle {\rm {2H_{2}O+2e^{-}\rightarrow 2OH^{-}+H_{2}\,}}}
Voor de totaalreactie is minimaal een potentiaalverschil van 1,23 V nodig tussen de anode en de kathode
Akira Fujishima en Kenichi Honda waren pioniers op het gebied van ontleding van water met gebruik van een foto-elektrochemische cel. Zij maken gebruik van een titaandioxide TiO2 elektrode die verbonden was met een platina elektrode. Door de titaniumdioxide elektrode aan UV-licht bloot te stellen, ontstond aan beide elektroden een gas. Deze gassen bleken, na een analyse met gaschromatografie, waterstofgas en zuurstofgas te zijn. Dit toont aan dat waterstof gevormd kon worden volgens de volgende reacties:
{\displaystyle {\rm {TiO_{2}+2h\nu \rightarrow 2e^{-}\ +2h^{+},}}}
{\displaystyle {\rm {2h^{+}+H_{2}O\rightarrow 1/2O_{2}+2H^{+}\,}}}
{\displaystyle {\rm {2e^{-}+2H^{+}\rightarrow H_{2}\,}}}
Wat de volgende totaalreactie geeft:
{\displaystyle {\rm {H_{2}O+2h\nu \ \longrightarrow H_{2}+1/2O_{2}}}}
Beknopt geeft dit schema weer hoe een elektron uit het titaniumdioxide wordt geschoten onder het invloed van zonlicht hν (h = constante van Planck, ν = frequentie van het licht). Hierdoor ontstaat een elektronengat h+ in de valentieband. Het elektron e− dat uit de valentieband geschoten wordt, zal gebruikt worden voor de elektrolyse van water.

## De Technologie

### 1972 tot nu
Fujishima en Honda publiceerden het principe in 1972 in het tijdschrift Nature. Een van de grootste problemen toen was het erg lage rendement van de technologie. Dit was vooral te wijten aan het feit dat de elektrode alleen in staat was het ultraviolette deel van het zonlicht te gebruiken. In de jaren hierop volgende werden er maar enige procenten verbetering gehaald met verschillende soorten kathodematerialen. Met het overgaan van de oliecrisis in de jaren '70 namen ook de onderzoeken naar deze nieuwe technologie af. Pas in de jaren '90, met het uitkomen van alarmerende onderzoeksgegevens en rapporten, steeg de belangstelling voor waterstof en dus voor deze technologie opnieuw. In de volgende jaren werden er meerdere onderzoeken gedaan om de volgende problemen op te lossen.

### Problemen
- De geleidingsband-elektronen kunnen heel snel recombineren met de ontstane valentieband-gaten. Hierdoor komt er geen waterstofgas vrij en gaat er dus energie verloren in de vorm van onproductieve warmte.
- Het vormen van waterstofgas en zuurstofgas uit water is een endotherme reactie. Dit houdt in dat een teruggaande reactie snel kan optreden, anders gezegd waterstof en zuurstof kunnen snel terug reageren tot water.
- De technologieën destijds waren alleen in staat om UV licht te gebruiken. Dit is maar 4 procent van de zonne-energie, terwijl het zichtbare licht 50 procent van deze energie bevat.

### Mogelijke oplossingen

#### Chemische additieven
- Toevoegen van elektronendonoren; Door het toevoegen van elektronendonoren is het mogelijk het ontstane elektronengat in de valentieband sneller met een elektron op te vullen, waardoor de productie van waterstofgas verhoogd kan worden. Een nadeel hiervan is dat de elektronendonoren constant toegevoegd moeten worden, omdat deze verbruikt worden. Veelal worden organische verbindingen gebruikt zoals; methanol, ethanol en melkzuur. Deze zijn getest en hebben bewezen dat deze daadwerkelijk bijdragen aan een betere waterstofproductie[5]

- Toevoegen van zoutcarbonaten; Zoutcarbonaten zijn in staat om de productie van waterstof en zuurstof op het gebied van stoichiometrie te verbeteren[6]. De teruggaande reactie van zuurstofgas en waterstofgas tot water wordt hiermee tegengegaan. Natriumcarbonaat bleek bij verschillende halfgeleiders de productie van waterstof te verhogen[7]. Wanneer echter te veel zoutcarbonaat wordt toegevoegd, kan dit de inval van licht belemmeren, met als gevolg een lagere productie van waterstofgas.

#### Fotokatalytische modificatie
- Laden van edelmetalen deeltjes; Het laden van metalen deeltjes aan het oppervlak van titaniumdioxide blokkeert het terugschieten van de elektronen in het elektronengat. Dit resulteert in een efficiënte scheiding en sterkere fotokatalytische reacties. Een nadeel van deze methode zijn de relatief hoge kosten van de edelmetalen.
- Ion-doping; Onderscheid wordt gemaakt tussen doteren met metaalionen[8]. en doteren met anionen. Deze technologie zorgt voor een sterkere gevoeligheid voor het zichtbare licht. Met deze aanpassing kan er naast energie uit UV-licht, ook energie uit het zichtbare licht gehaald worden.

- Sensibilisatie; Een andere principe om de gevoeligheid voor zichtbaar licht te verhogen is sensibilisatie. Deze techniek is gebaseerd op de Dye-sensitized solar cell (DSC) techniek van Grätzel. Deze methode is de meest belovende oppervlakte modificatie techniek om titaandioxide gevoeliger te maken voor zichtbaar licht.
- Metaal-ion-implantatie; Metal-ion-implantatie is een zeer veelbelovende techniek om golflengtes tot 600 nm, dus zichtbaar licht, te gebruiken voor fotokatalyse.

## Toekomst
Momenteel zijn er nog geen toepassingen van fotokatalytische waterstofproductie op grote schaal. Mocht de transitie naar de waterstofeconomie plaatsvinden, dan zal deze technologie een belangrijke rol kunnen vervullen in de productie van waterstof.